# Trigonarchis hypoplecta
Trigonarchis hypoplecta är en fjärilsart som beskrevs av Diakonoff 1959. Trigonarchis hypoplecta ingår i släktet Trigonarchis och familjen äkta malar. Inga underarter finns listade i Catalogue of Life.